# Митринер
Митринер (мар. Метрэҥер) — деревня в Сернурском районе Республики Марий Эл. Входит в состав Казанского сельского поселения.

## География
Находится в северо-восточной части республики Марий Эл на расстоянии приблизительно 16 км на север-северо-восток от районного центра посёлка Сернур.

## История
Известна с 1792 года, когда здесь насчитывалось 8 дворов, 49 жителей, в 1811 году — 18 дворов, 58 жителей, в 1859 году 12 и 73. В 1884—1885 годах здесь числилось 17 дворов, проживали 129 человек, в 1930 году 169 человек, мари. В 1975 году в 25 хозяйствах проживали 105 человек. В советское время работали колхозы «У вий» и совхоз "Казанский.

## Население
Население составляло 4 человека (мари 100 %) в 2002 году, 6 в 2010.